# TOPIK (examen)
TOPIK, o Test of Proficiency in Korean (hangul: 한국어능력시험 hanja: 韓國語能力試驗) es un examen de lengua coreana que se ofrece hasta cinco veces al año en Corea (enero, abril, julio, octubre y noviembre) y dos veces al año fuera de Corea (abril y octubre) para estudiantes de coreano en otros países. El TOPIK está enfocado para estudiantes de coreano no nativos, coreanos que no viven en Corea, interesados en ingresar en una universidad coreana o aquellos que desean trabajar para alguna empresa coreana en cualquier lugar del mundo. El TOPIK está administrado por el Instituto Nacional para la Educación Internacional (National Institute for International Education - NIIED en Hangul: 국립국제교육원.)

## Historia
El examen fue celebrado por primera vez en 1997 presentándose 2274 personas. Inicialmente fue celebrado una sola vez por año. En 2009, 180000 personas realizaron el test. En 2007, el gobierno surcoreano dictó una ley que exigía a los trabajadores chinos o coreanos, cuyos padres no residan en el país, la realización del examen como parte del sistema de concesión de visados.
En 2012 se presentaron al examen más de 150,000 personas. Actualmente la cifra de personas que han realizado el examen supera el millón. 
| Año  | Número de Candidatos |
| ---- | -------------------- |
| 1997 | 2,692                |
| 2006 | 34,028               |
| 2012 | 151,166              |

## Formato

### Formato Antiguo
El examen estaba dividido en cuatro partes: vocabulario y gramática, escritura, audición y lectura. No había una parte oral, como es usual en este tipo de exámenes. Se ofertaban dos opciones de examen: estándar (S)-TOPIK y business (B)-TOPIK.  Había tres niveles diferentes de S-TOPIK: principiante (초급), intermedio (중급) y avanzado (고급). Dependiendo de la puntuación media y las marcas mínimas en cada sección era posible obtener los grados 1-2 en principiante, 3-4 en intermedio y 5-6 en avanzado.  En B-TOPIK los resultados en cada sección (hasta 100) eran sumados para dar un resultado como máximo de 400.

### Formato Nuevo
Desde julio de 2014 se implantó un nuevo formato en el que se identifican sólo dos niveles: TOPIK I y TOPIK II. El TOPIK I se subdivide a su vez en los niveles 1 y 2, mientras que el TOPIK II se subdivide en 4 subniveles que van desde el 3 al 6. Otro cambio sustancial es el tipo de examen ya que en la actualidad existen solo dos secciones en el TOPIK I que comprende la comprensión auditiva (con una duración de 40 minutos) y la comprensión escrita (con una duración de 60 minutos); así como tres secciones en el TOPIK II que incluye además de las dos anteriores (con una duración de 60 y 70 minutos respectivamente) y una parte de expresión escrita (con una duración de 50 minutos).
El examen es de tipo test con respuestas múltiples.

## Validez
El resultado del examen tiene una validez de dos años desde su publicación. 

## Sistema de evaluación
El examen está dividido en dos niveles: TOPIK I (básico) y TOPIK II (intermedio y avanzado); y consta de 6 grados siendo el 1º el más bajo y el 6º el más alto. El grado se estimará según la nota del examen. En el TOPIK I podrá obtenerse el grado 1º o 2º. En el TOPIK II podrá obtenerse los grados 3º, 4º, 5º o 6.º

### TOPIK I
| Grado 1                 | Grado 2                  | Referencia                                               |
| ----------------------- | ------------------------ | -------------------------------------------------------- |
| Por encima de 80 puntos | Por encima de 140 puntos | Archivado el 10 de diciembre de 2017 en Wayback Machine. |

### TOPIK II
| Grado 3           | Grado 4           | Grado 5           | Grado 6           | Referencia                                               |
| ----------------- | ----------------- | ----------------- | ----------------- | -------------------------------------------------------- |
| Más de 120 puntos | Más de 150 puntos | Más de 190 puntos | Más de 230 puntos | Archivado el 10 de diciembre de 2017 en Wayback Machine. |

## Estructura del examen
El examen consiste en su mayoría de preguntas multirespuesta. Sin embargo, la prueba escrita del TOPIK II consta de preguntas que hay que desarrollar de forma escrita. 
TOPIK I consiste de preguntas multirespuesta para la prueba oral (de 40 a 30 minutos de duración) y para la prueba de lectura (60 minutos de duración con 50 preguntas). Ambas partes del examen pueden otorgar hasta 100 puntos haciendo un total de 200 puntos en la totalidad del examen. 
TOPIK II consta de dos partes. La primera está formada por la prueba oral (60 minutos de duración con 50 preguntas) y la prueba escrita (50 minutos con 4 preguntas). La segunda la forma la prueba de lectura (70 minutos de duración con 40 preguntas). Cada una de las pruebas te otorga un máximo de 100 puntos haciendo en el examen un total 300 puntos. 

## Utilidad del examen
- Admisión de extranjeros en una universidad coreana.
- Obtención del visado de trabajador para acceder a un puesto de trabajo en Corea.
- Reconocimiento para ejercer servicios sanitarios a extranjeros con acreditación médica.
- Para poder solicitar la acreditación de profesor cualificado de coreano (niveles 2 y 3).
- Para solicitar el permiso de residencia permanente.
- Para obtener un visado de inmigrante casado.

## Lugares de examen
Además de en Corea, el TOPIK está disponible en los siguientes países: Japón, Taiwán, China, Mongolia, Vietnam, Filipinas, Malasia, Bangladés, India, Indonesia, Irán, Pakistán, Kazajistán, Uzbekistán, Tayikistán, Kirguistán, Azerbaiyán, EUA, Australia, Nueva Zelanda, Canadá, Paraguay, Argentina, Alemania, Reino Unido, España, Italia, Francia, Turquía, República Checa, Egipto, Bielorrusia, Rusia, México, Brasil, Ecuador, Perú, Camboya, Chile, Colombia, Costa Rica, Honduras y Venezuela.

## Lugares de examen en España
En España, existen varios sedes que organizan de forma anual o semestral el examen oficial de coreano TOPIK: la Facultat de traducció de la Universitat Autònoma de Barcelona (UAB), el Centro Superior de Idiomas Modernos de la Universidad Complutense de Madrid y la Fundación General de la Universidad de Málaga.